# 2×20
『2×20』（ニカケルニジュウ）は、日本のデュオ・花*花が2020年5月27日にLighthouse Musicから発売した3枚目のベストアルバムである。

## 内容
前作『フォープレイ』から3年ぶり、ベストアルバムとしては前作『ゴールデン☆ベスト シングル・コレクション』から9年ぶりの作品。
オフィスハナタバ合同会社への所属事務所独立及びインディーズのTen Point LabelからメジャーレーベルであるLighthouse Music移籍後初の作品で、初の2枚組アルバムでもある。
メジャーデビュー20周年を記念して制作されたデジパック仕様で、DISC 1は結成から2003年の活動休止までの楽曲を、DISC 2は2009年の活動再開から今作発売までの楽曲をシングル・アルバム問わず選曲して収録されている。また、一部シングルの楽曲はアルバムバージョンやリアレンジして収録されているほか、新録曲も収録された。

## 収録曲

### DISC 1
1. 雨の雫 (ALBUM MIX) [3:34]
作詞・作曲：こじまいづみ
編曲：パパダイスケ、花*花
インディーズ3rdシングルの表題曲のアルバムバージョン。
2. 赤い自転車 (ALBUM MIX) [4:42]
作詞・作曲：おのまきこ
編曲：パパダイスケ、花*花
インディーズ4thシングルの表題曲のアルバムバージョン。
3. あ〜よかった -setagaya mix- [3:43]
作詞・作曲：こじまいづみ
編曲：パパダイスケ
メジャー1stシングルの表題曲。
4. さよなら 大好きな人 [4:13]
作詞・作曲：こじまいづみ
編曲：パパダイスケ
メジャー2ndシングルの表題曲。
5. あくび [4:12]
作詞・作曲：こじまいづみ
編曲：パパダイスケ
メジャー2ndアルバムの収録曲。
6. 奇跡の裏側 [3:08]
作詞・作曲：こじまいづみ
編曲：パパダイスケ
メジャー2ndアルバムの収録曲。
7. 中途半端な恋 [3:59]
作詞・作曲：こじまいづみ
編曲：パパダイスケ
メジャー2ndアルバムの収録曲。
8. やっぱり! [3:15]
作詞・作曲：おのまきこ
編曲：パパダイスケ
メジャー4thシングルの表題曲。
9. 愛を少し語ろう [4:03]
作詞・作曲：こじまいづみ
編曲：パパダイスケ
メジャー5thシングルの表題曲。
10. 恋が育った休日 [3:52]
作詞・作曲：こじまいづみ
編曲：パパダイスケ
メジャー3rdアルバムの収録曲。
11. ばんそうこう1枚  (spice version) [4:11]
作詞・作曲：こじまいづみ
編曲：パパダイスケ
メジャー5thシングルのカップリング曲のアルバムバージョン。
12. あなたへ… (h.mix) [3:03]
作詞・作曲：おのまきこ
編曲：パパダイスケ
メジャー4thシングルのカップリング曲のアルバムバージョン。
13. スープ [3:16]
作詞・作曲：こじまいづみ
編曲：パパダイスケ
メジャー3rdアルバムの収録曲。
14. 涙のチカラ [3:57]
作詞・作曲：おのまきこ
編曲：パパダイスケ
メジャー6thシングルの表題曲。
15. 童神 (U.F.O. ver.) [4:42]
作詞：古謝美佐子
作曲：佐原一哉
編曲：U.F.O.
1stEPの表題曲の新録バージョン。
16. 夜香梅 [4:21]
作詞・作曲：こじまいづみ
編曲：パパダイスケ
メジャー4thアルバムの収録曲。
17. 風の花 [3:30]
作詞・作曲：おのまきこ
編曲：清水信之
1stミニアルバムの収録曲。

### DISC 2
1. キャンディ [5:36]
作詞：こじまいづみ
作曲・編曲：花*花
インディーズ2ndアルバム『ハライソ』の収録曲。
2. いつも心に花を持て [5:02]
作詞・作曲：こじまいづみ
編曲：花*花
インディーズ2ndアルバム『ハライソ』の収録曲。
3. イロイロ [4:35]
作詞・作曲：おのまきこ
編曲：花*花
インディーズ3rdアルバム『SOGNI DE SOGNI』の収録曲。
4. 疼木 [5:36]
作詞・作曲：こじまいづみ
編曲：花*花
インディーズ3rdアルバム『SOGNI DE SOGNI』の収録曲。
5. こがね菜の花 (2020 ver.) [4:26]
作詞・作曲：こじまいづみ
編曲：花*花
インディーズ3rdアルバム『SOGNI DE SOGNI』の収録曲の新録バージョン。
6. 僕の大事な人 [4:15]
作詞：こじまいづみ
作曲：おのまきこ
編曲：花*花
インディーズ1stミニアルバム『アンダーウェア』の収録曲。
7. good night honey [2:33]
作詞・作曲：おのまきこ
編曲：花*花
インディーズ3rdアルバム『SOGNI DE SOGNI』の収録曲。
8. 手 (band ver.) [4:46]
作詞・作曲・編曲：こじまいづみ
インディーズ1stミニアルバム『アンダーウェア』の収録曲のバンドバージョン。
9. 赤い自転車 (新車 ver.) [5:09]
作詞・作曲：おのまきこ
編曲：花*花
インディーズ4thシングルの表題曲の新録バージョン。
10. ただいま おかえり [5:27]
作詞・作曲・編曲：おのまきこ
インディーズ4thアルバム『フォープレイ』の収録曲。
11. ゴール [5:13]
作詞・作曲：おのまきこ
編曲：Shinpei
新録曲。
12. まだ愛してる [4:34]
作詞・作曲：こじまいづみ
編曲：ただすけ
インディーズ4thアルバム『フォープレイ』の収録曲。
13. for a music [6:52]
作詞・作曲：こじまいづみ
編曲：花*花
インディーズ4thアルバム『フォープレイ』の収録曲。
14. 額縁 [4:43]
作詞：こじまいづみ
作曲：おのまきこ
編曲：ただすけ
1st配信限定シングルの表題曲。
15. 小さい箱 [4:37]
作詞・作曲：こじまいづみ
編曲：花*花
新録曲。
16. 乾杯のうた [3:57]
作詞：こじまいづみ
作曲：おのまきこ
編曲：花*花
新録曲。

## 参加ミュージシャン

### DISC 2
花*花
- こじまいづみ：Vocal (#1〜9,12〜16)、Piano (#2,6,11,15)、Keyboard (#1)、Organ (#13)、Matryomin (#4)、Blues Harp (#8)
- おのまきこ：Vocal (#1,4,6,10,11,14,15)、Piano (#2〜9,12,13,15,16)、Keyboard (#1)、Chorus (#2,3,7,9,12,13,16)

Support Musician
- 野口亮：Guitar (#9,10,13,16)、Banjo (#7)
- 河島亜奈睦：Guitar & Chorus (#1)
- 越田太郎丸：Guitar (#5)、Chorus (#13)
- 道祖淳平：Guitar (#8)
- 笹井克彦：Bass (#2,8,13)、Woodbass (#7)
- 坂崎拓也：Bass (#9,16)
- 梶原大志郎：Drums (#2,7〜10,13,16)
- ただすけ：Programming (#12,14)、Synthesizer (#5)、Accordion (#16)、Matryomin (#4)、Chorus (#13)
- TOY森松：Percussion (#1,7,10,13)、Chorus (#13)
- 安藤健二郎：Clarinet (#7)
- イガキアキコ：Violin & Chorus (#1)
- ユンファソン：Trumpet & Flugelhorn (#10)、Chorus (#13)
- 鈴木洋一郎[注 1]：Trombone (#10,14)、Chorus (#13)
- ワダマコト：Chorus (#7)
- 太田保育園すみれ組のみんな：Chorus (#13)

## タイアップ

### DISC 2
- 舞台『音楽朗読劇「ヘブンズ・レコード～青空篇～」』テーマソング (#6)
- 舞台『午前5時47分の時計台』テーマソング (#12)
- 日本出版販売配給映画『かぞくわり』主題歌 (#14)